# 松浦真也
松浦 真也（まつうら しんや、1976年7月18日 - ）は、日本のお笑いタレント、喜劇俳優。吉本新喜劇の座員。
京都府京都市出身。吉本興業（大阪）所属。身長181 cm、体重70 kg、血液型O型。既婚。

## 経歴
京都府立山城高等学校，神戸市外国語大学英米学科（第2部）卒業。
山城高校ではラグビー部に所属。ポジションはスクラムハーフ。
2005年、第1個目金の卵オーディションに合格し、吉本新喜劇に入団。オーディション合格前は不動産屋で働いていた。
2006年と2007年にはR-1ぐらんぷりに出場した。
2015年12月23日、すっちーと「すち子&真也」名義でシングル『パンツミー』をリリースし、CDデビュー。同曲はよしもと新喜劇映画『西遊喜』のエンディングテーマ曲にも採用されている。

### 人物
趣味として楽器演奏の他、バイクでのツーリング、将棋、ゴルフ等を挙げている。
川畑泰史によれば、吉本新喜劇の老け役である井上竜夫の後釜候補の筆頭とのこと。もっともこれは松浦が「天然ボケ」のためである。
2017年5月、一般女性との結婚を発表。
呉市の大和ミュージアムで企画展の来場者３０万人の来場者として認定書と記念品が贈られたことがありこの様子が2024年5月9日の広島テレビのニュース番組で取り上げられインタビューを受けたことがある。
https://news.ntv.co.jp/n/htv/category/society/htd1a8bd9f7c1d44b5975dbc4b24cd2464
「せっかく乾いてる体を濡らして、また乾かす意味が分からない」という理由で、風呂にほとんど入らない。また、歯も滅多に磨かないので、口が臭いことで有名である。

### 芸風
- 特技であるアコースティックギターを使った、場面にそぐわない音楽や効果音での笑いを特徴とする。舞台上メインで使っているアコースティックギターは、ギブソン社製の「B-25」（1962年製・ヴィンテージ）。本人によれば、ギターで様々な問題を解決しようとして大抵失敗するという役柄だと語っている[6]。その他舞台で見る事は無いが、近年吉本新喜劇劇団員中心で構成された「ほんわかパッパ隊」や同座長の小籔千豊が率いるバンド「吉本新喜劇ィズ」での活動の時には、エレキギター（フェンダー社の「ストラトキャスター」60周年記念モデル）を使用することもある。なおヤクザ役の際にギターを乱暴に扱われると「ギターはやめろ！ギブソンやぞ！」と絶叫する。
  - ギターの腕前は「アメトーーク」内の企画「ギター芸人」に2度出演して披露され、フットボールアワーの後藤輝基に「吉本イチ」「芸人イチ」と評されている。
- 大概はヤクザの下っ端やストリートミュージシャンを演じることが多かったが、川畑座長回には川畑が演じる店のミュージシャン志望のアルバイトなどで登場することも多い。
- すっちーとのコンビで「よしもと新喜劇あるあるネタ」を披露、座員の舞台外での顔をネタにしている[7]。
  - このコンビで『歌ネタ王決定戦』の初代王者（2013年）に輝いた。なお、2014年にも準優勝を果たしている[8]。
- ヤクザ役の時は大抵、紫のスーツを着用している。この時、持っているギターは本人曰く「ぶんどってきた」ものであり「借金のカタで〜」、「差し押さえで〜」、「ストリートミュージシャンから〜」など複数の設定がある。
- 入団当初よりも額が広くなってきており、島田一の介に続くハゲキャラとして、劇中でいじられることが最近多くなっている。特にすっちーと絡む際は共演者がギターの腕前をほめる中で「めっちゃハゲてるやん」といじられる。
- 借金取り役の場合、共演者（太田芳伸、吉田裕、すっちー等）が「金返さんとこいつを置いていく」「こいつが何時までも歌い続ける」と、店先で暴れるのとは違う意味で嫌な脅迫をすることがある。
- 最近では同じ新喜劇座員の森田まりことのヤンシー&マリコンヌとしても活動している。
- Charからも、そのギターの腕について一目置かれており、「まだ会ったことはないけど、もし会う機会があれば、一度セッションしてみたい」と評されてもいる。

## 出演
テレビ
- よしもと新喜劇（毎日放送）
- 新喜劇すー（毎日放送）
- よしもと新喜劇NEXT〜小籔千豊には怒られたくない〜（毎日放送）- SDGsソングのコーナーに出演
- よんチャンTV（毎日放送、2022年4月 - 2024年3月）-「よんチャンバラエティー」金曜リポーター

## ディスコグラフィー

### シングル
- パンツミー（2015年12月23日、YM3D） ※「すち子＆真也」名義。[3]

## 受賞歴
- 歌ネタ王決定戦2013 優勝（すち子&真也として）
- 歌ネタ王決定戦2014 準優勝（すち子&真也として）
- 歌ネタ王決定戦2016 3位（ゆたかな真也は一の介として）